# Factorio
Factorio est un jeu vidéo indépendant de construction d'usine et de gestion développé par le studio tchèque Wube Software, sorti le 14 août 2020 sur Microsoft Windows, OS X et GNU/Linux après une phase d'accès anticipé qui l'avait rendu disponible le 25 février 2016. Le jeu a également été publié sur Nintendo Switch le 28 octobre 2022.
Le jeu suit un ingénieur dont le vaisseau s'écrase sur une planète  extraterrestre et doit récolter des ressources et créer une usine automatisée dans le but de créer une fusée. Le jeu étant de type un « bac à sable », le joueur peut poursuivre son aventure après avoir atteint le but final. Factorio peut se jouer en solo ou en multijoueur.
Une extension majeure appelée Space Age a été publiée le 21 octobre 2024 et permet de quitter la planète initiale et découvrir 4 planètes supplémentaires. Une nouvelle fin de jeu est également implémentée. Cette extension n'est toutefois pas disponible sur la version Nintendo Switch, en raison de limitations techniques liées à la puissance de la console.

## Développement
Le jeu est développé par une équipe de Prague à partir du milieu de l'année 2012. À l'origine constituée d'un seul membre, Kovarex, l'équipe de développement comprend six personnes. Pour financer le jeu, une campagne Indiegogo est lancée le 31 janvier 2013 et prend fin le 3 mars 2013. Les récompenses pour les donateurs incluent l'accès au jeu en version alpha, le droit de vote aux sondages de développement, des scénarios additionnels, des fonds d'écrans, une rencontre avec les développeurs et l'inscription de leur nom dans les crédits ou le contenu du jeu. La campagne a levé 21 626 € sur les 17 000 € visés,. Kovarex a cité des mods du jeu Minecraft (spécifiquement BuildCraft et IndustrialCraft) comme inspiration au cours du développement. Le succès de la campagne Indiegogo permet d'embaucher un nouveau développeur. Le jeu est alors disponible en précommande avec accès à la version alpha.
Le jeu est lancé le 25 février 2016 sur Steam et GOG en accès anticipé,.
Le jeu est sorti de l'accès anticipé le 14 août 2020.
Une extension sous le nom « Space Age » est lancée le 21 octobre 2024.

## Scénario
Le jeu suit un personnage envoyé sur une planète extra-terrestre en prévision de l'arrivée de colons terrestres. Lui et son équipe devraient mettre en place une base équipée d'anti-missiles afin de défendre l'atterrissage des vaisseaux transportant les colons. Cependant, son vaisseau s'écrase sur la planète ; il se retrouve ainsi seul et doit récolter des ressources à la main afin de construire une infrastructure industrielle, faire face aux créatures autochtones qui défendent leur environnement contre la pollution, et créer une fusée dans le but de s'échapper dans l'espace.

## Système de jeu
Factorio est un jeu de récupération de ressources avec des éléments de stratégie en temps réel et de survie, avec des influences des mods du jeu Minecraft BuildCraft et IndustrialCraft. Le joueur doit survivre en trouvant et récoltant des ressources pour construire des outils et des machines, qui peuvent alors créer des composants et matériaux plus sophistiqués, qui permettent alors la création de technologies plus avancées. Au fur et à mesure de la progression dans le jeu, le joueur pourra ainsi construire et entretenir une usine automatisée, qui peut miner, transporter, traiter et assembler des ressources. La recherche de nouvelles technologies permet ainsi de créer de nouvelles structures et objets, en commençant par l'automatisation de base et en menant jusqu'aux drones et exosquelette. Cela lui permettra d'assembler une fusée, dont le lancement marque la fin officielle du jeu. Néanmoins, le joueur peut continuer à jouer et remplir des objectifs par après.

### Combat
Le joueur doit parvenir à se défendre lui et son usine de la faune autochtone. Celle-ci devenant de plus en plus hostile à la pollution créée par l'industrie, forçant le joueur à maintenir un équilibre entre la production de son usine et la défense contre les ennemis. Trois types d'ennemis existent : les biters (« mordeurs »), spitters (« cracheurs ») et les worms (« vers ») qui apparaissent depuis des bases générées aléatoirement. Le combat se fait au départ avec un pistolet, puis une mitraillette, un fusil à pompe, puis le fusil à pompe de combat. Les munitions sont également de différents types, incluant notamment des balles « pénétrantes » qui peuvent toucher plusieurs ennemis. Rapidement, la technologie des tourelles est disponible, permettant la construction de tourelles automatisées équipées de mitraillettes. Ces tourelles vont automatiquement tirer sur les ennemis et sont utiles pour mettre en place un système de défense automatisée au début de la partie. Vers le milieu du jeu, la technologie des tourelles laser permet de construire des tourelles ne consommant pas des munitions, mais de l'électricité pour tirer. Elles font plus de dégâts, ne nécessitent pas de rechargement, et sont donc idéales pour un système de défense plus avancé. Enfin, la technologie des tourelles d'artillerie est déblocable en fin de partie. Celles-ci font énormément de dégâts, mais doivent être rechargées avec leur propre type de munition. Elles sont très chères et complexes à maintenir au départ, et ne sont donc réellement intéressantes qu'en fin de partie.
Lors de la deuxième moitié du jeu, deux types de véhicule peuvent être débloqués, la voiture et le tank. La voiture, rapide et légèrement blindée, est équipée d'une seule mitrailleuse et d'un grand inventaire de stockage, la rendant bien plus utile pour transporter le joueur et des items d'un endroit à un autre que pour combattre la faune. Le tank est lui lourdement blindé et considérablement plus lent, équipé d'un canon et d'une mitrailleuse, et se révèle très pratique pour mener des attaques. A la fin du jeu un dernier véhicule est déblocable: le spidertron. Ce véhicule ressemble à une araignée et est très pratique car il peut enjamber des zones normalement impossible à traverser, ainsi que passer au dessus des bâtiments et des trains sans se faire écraser. Il dispose en plus d'un arsenal puissant et peut être contrôlé à distance.

### Multijoueur
Le mode multijoueur permet à plusieurs joueurs de jouer ensemble, en réseau local comme par Internet.
Le multijoueur prend en charge le PVP (player versus player en anglais). Le multijoueur supporte aussi les mods.
- La limite stricte pour le nombre de joueurs est de 65 535. Cependant, la limite pratique est beaucoup plus basse, les streamers populaires ont géré un peu plus d'une centaine de joueurs (le 16 décembre 2023, plus de 700 personnes étaient connectées sur un serveur grâce à deux streamers et à leurs communautés[15]).
- Les joueurs peuvent utiliser steam, une adresse IP ou la liste de serveurs proposée par le jeu pour se connecter sur une partie.
- N'importe qui peut ouvrir un serveur dédié sur Linux ou Windows.
- Le mode multijoueur a été introduit à la version 0.11.0 du jeu.

## Contenu additionnel
Le code du jeu est relativement simple et facile à modifier. La communauté de Factorio a donc créé une grande quantité de contenus additionnels sous la forme de mods, affectant principalement le gameplay et l'aspect visuel du jeu. Le jeu est écrit en C++ et les mods en Lua.